# Elena Lana
Elena Lana (Pavlohrad, 24 settembre 1989) è una pilota automobilistica italiana.

## Carriera
Inizia a correre in varie categorie di kart dove ottiene ottimi piazzamenti in alcuni campionati monomarca, partecipa a due finali internazionali (mondiali) ROK 2006 e 2007, dove ha ottenuto 1º posto assoluto donne, il 17º posto assoluto, 9º degli italiani presenti sui 104 piloti ammessi dei 24 paesi che vi partecipavano.
Nel 2007 viene ingaggiata come pilota ufficiale per la stagione KF2 dalla Tecnokart e Team CF competition, ma a causa del "divorzio" del Team dalla casa madre la stagione viene compromessa proprio agli inizi; decide così di recedere dagli accordi presi.
Di lì a poco nasce una collaborazione con Gianluca Beggio, 5 volte campione del mondo Kart e titolare della Spirit, nuova azienda di telai da competizione.
Inizia quindi a testare i nuovi materiali messi a disposizione dalla Spirit in previsione della stagione successiva che la vedrà impegnata nelle maggiori manifestazioni quali WSK, Industrie, Winter Cup, Margutti e in parecchie gare estere ed internazionali.
Il 14 e il 15 novembre 2008, Elena Lana ha portato a termine alcuni test provando la nuova vettura FB02 della BMW Formula Europe presso il circuito "storico" permanente del Jarama, (Madrid).
Nella stagione 2010/2011, a causa di un intervento, è stata costretta ad allontanarsi momentaneamente dall'ambiente delle corse.
Avendo frequentato la Facoltà di Giurisprudenza presso l'Università degli Studi di Padova, è stata pilota ufficiale del team universitario Race Up. della Formula Student.
Dal 2011 è ambasciatrice ufficiale e talent scout per la Formula BMW Talent Cup.
Pilota della scuderia Durango (GP2 series) ha corso con varie Formula e DTM ed ha partecipato alla 24 ore Telethon e a varie esibizioni tar le quali il motorshow di Bologna.

## Official Tester
Elena Lana è la tester ufficiale della rivista di kart Vroom, dove oltre ad effettuare le prove in pista dei materiali in occasione dei servizi che il mensile redige, è il responsabile dell'acquisizione e della elaborazione della telemetria.
Collabora da anni anche con la Danese Uniprolaptimer, azienda internazionale di telemetria da pista, con la quale sviluppa e testa i nuovi prodotti.